# (۱۱۸۹۱) ۱۹۹۱ اف‌جی۲
(۱۱۸۹۱) ۱۹۹۱ اف‌جی۲ یک کمربند از سیارک‌های کمربند اصلی می‌باشد، که بوسیله هنری دبهون (به انگلیسی: Henri Debehogne) در ۲۰ مارس ۱۹۹۱ در رصدخانه لاسیا، شیلی کشف شد.